# Chivatá
Chivatá là một thị xã và đô thị ở  Departamento Boyacá, thuộc phân vùng Central Boyacá.